# Pieni-Myhkyri (ö i Kajanaland)
Pieni-Myhkyri är en ö i Finland. Den ligger i sjön Kivijärvi och i kommunen Kajana i den ekonomiska regionen  Kajana ekonomiska region  och landskapet Kajanaland, i den centrala delen av landet, 400 km norr om huvudstaden Helsingfors. Öns area är 0,2 hektar och dess största längd är 60 meter i sydöst-nordvästlig riktning.